# Johan Wahlgren (1843–1906)
Johan Arvid Sebastian Wahlgren, född 20 oktober 1843 i Hedvig Eleonora församling, Stockholm, död 1 december 1906 i Engelbrekts församling, Stockholms stad, var en svensk godsägare och riksdagsman.
Wahlgren var ledamot av riksdagens andra kammare.